# Ghost Whisperer – Stimmen aus dem Jenseits/Episodenliste
Diese Episodenliste enthält alle Episoden der US-amerikanischen Fernsehserie Ghost Whisperer – Stimmen aus dem Jenseits, sortiert nach der US-amerikanischen Erstausstrahlung. Zwischen 2005 und 2010 entstanden in fünf Staffeln 107 Episoden mit einer Länge von jeweils etwa 42 Minuten.

## Übersicht
| Staffel | Episodenanzahl | Erstausstrahlung USA | Erstausstrahlung USA | Deutschsprachige Erstausstrahlung | Deutschsprachige Erstausstrahlung |
| Staffel | Episodenanzahl | Staffelpremiere      | Staffelfinale        | Staffelpremiere                   | Staffelfinale                     |
| ------- | -------------- | -------------------- | -------------------- | --------------------------------- | --------------------------------- |
| 1       | 22             | 23. September 2005   | 5. Mai 2006          | 2. August 2006                    | 11. Oktober 2006                  |
| 2       | 22             | 22. September 2006   | 11. Mai 2007         | 23. März 2007                     | 26. Oktober 2007                  |
| 3       | 18             | 28. September 2007   | 16. Mai 2008         | 7. März 2008                      | 10. Oktober 2008                  |
| 4       | 23             | 3. Oktober 2008      | 15. Mai 2009         | 27. Februar 2009                  | 13. November 2009                 |
| 5       | 22             | 25. September 2009   | 21. Mai 2010         | 5. März 2010                      | 3. September 2010                 |

## Staffel 1
Die Erstausstrahlung der ersten Staffel war vom 23. September 2005 bis zum 5. Mai 2006 auf dem US-amerikanischen Sender CBS zu sehen. Die deutschsprachige Erstausstrahlung sendete der deutsche Free-TV-Sender Kabel eins in Doppelfolgen vom 2. August bis zum 11. Oktober 2006.
| Nr. (ges.) | Nr. (St.) | Deutscher Titel          | Originaltitel               | Erstausstrahlung USA | Deutschsprachige Erstausstrahlung (D) | Regie              | Drehbuch              |
| ---------- | --------- | ------------------------ | --------------------------- | -------------------- | ------------------------------------- | ------------------ | --------------------- |
| 1          | 1         | Die Gabe                 | Pilot                       | 23. Sep. 2005        | 2. Aug. 2006                          | John Gray          | John Gray             |
| 2          | 2         | Der unsichtbare Freund   | The Crossing                | 30. Sep. 2005        | 2. Aug. 2006                          | Ron Lagomarsino    | Catherine Butterfield |
| 3          | 3         | Schicksalsnacht          | Ghost, Interrupted          | 7. Okt. 2005         | 9. Aug. 2006                          | Ian Sander         | Jed Seidel            |
| 4          | 4         | Ein zweites Leben        | Mended Hearts               | 14. Okt. 2005        | 9. Aug. 2006                          | John Gray          | John Gray             |
| 5          | 5         | Die verlorenen Kinder    | Lost Boys                   | 21. Okt. 2005        | 16. Aug. 2006                         | Peter O’Fallon     | David Fallon          |
| 6          | 6         | Die Heimkehr             | Homecoming                  | 28. Okt. 2005        | 16. Aug. 2006                         | James Frawley      | Lois Johnson          |
| 7          | 7         | Kosmische Gesetze        | Hope and Mercy              | 4. Nov. 2005         | 23. Aug. 2006                         | Bill L. Norton     | John Wirth            |
| 8          | 8         | Vergebung                | On the Wings of a Dove      | 11. Nov. 2005        | 23. Aug. 2006                         | Peter O’Fallon     | Catherine Butterfield |
| 9          | 9         | Der rote Handschuh       | Voices                      | 18. Nov. 2005        | 30. Aug. 2006                         | Kevin Hooks        | John Belluso          |
| 10         | 10        | Die Geisterbraut         | Ghost Bride                 | 25. Nov. 2005        | 30. Aug. 2006                         | Joanna Kerns       | Jed Seidel            |
| 11         | 11        | Schattenboxer            | Shadow Boxer                | 9. Dez. 2005         | 6. Sep. 2006                          | Joanna Kerns       | Emily Fox             |
| 12         | 12        | Der letzte Vorhang       | Undead Comic                | 16. Dez. 2005        | 6. Sep. 2006                          | Eric Laneuville    | Doug Prochilo         |
| 13         | 13        | Der Geist von gegenüber  | Friendly Neighborhood Ghost | 6. Jan. 2006         | 13. Sep. 2006                         | David Hugh Jones   | Lois Johnson          |
| 14         | 14        | Die letzte Hinrichtung   | Last Execution              | 13. Jan. 2006        | 13. Sep. 2006                         | James Frawley      | David Fallon          |
| 15         | 15        | Die erste Begegnung      | Melinda’s First Ghost       | 27. Jan. 2006        | 20. Sep. 2006                         | Peter Werner       | Catherine Butterfield |
| 16         | 16        | Gegen die Zeit           | Dead Man’s Ridge            | 3. Feb. 2006         | 20. Sep. 2006                         | James Frawley      | John Gray             |
| 17         | 17        | Das Dämonenkind          | Demon Child                 | 3. März 2006         | 27. Sep. 2006                         | Eric Laneuville    | Jed Seidel            |
| 18         | 18        | Tod eines Magiers        | Miss Fortune                | 10. März 2006        | 27. Sep. 2006                         | James Chressanthis | Emily Fox             |
| 19         | 19        | Zeit des Zorns           | Fury                        | 31. März 2006        | 4. Okt. 2006                          | Peter Werner       | Rama Stagner          |
| 20         | 20        | Ihr letzter Tanz         | The Vanishing               | 7. Apr. 2006         | 4. Okt. 2006                          | Ian Sander         | Catherine Butterfield |
| 21         | 21        | Freier Fall – Teil 1     | Free Fall (Part 1)          | 28. Apr. 2006        | 11. Okt. 2006                         | John Gray          | John Gray             |
| 22         | 22        | Die Auserwählte – Teil 2 | The One (Part 2)            | 5. Mai 2006          | 11. Okt. 2006                         | John Gray          | John Gray             |

## Staffel 2
Die Erstausstrahlung der zweiten Staffel war vom 22. September 2006 bis zum 11. Mai 2007 auf dem US-amerikanischen Sender CBS zu sehen. Die deutschsprachige Erstausstrahlung sendete der deutsche Free-TV-Sender Kabel eins vom 23. März bis zum 26. Oktober 2007.
| Nr. (ges.) | Nr. (St.) | Deutscher Titel            | Originaltitel           | Erstausstrahlung USA | Deutschsprachige Erstausstrahlung (D) | Regie               | Drehbuch                                          |
| ---------- | --------- | -------------------------- | ----------------------- | -------------------- | ------------------------------------- | ------------------- | ------------------------------------------------- |
| 23         | 1         | Die Macht des Bösen        | Love Never Dies         | 22. Sep. 2006        | 23. März 2007                         | John Gray           | John Gray                                         |
| 24         | 2         | Unvergessene Liebe         | Love Still Won’t Die    | 29. Sep. 2006        | 23. März 2007                         | John Gray           | John Gray                                         |
| 25         | 3         | Haus der Schuld            | Drowned Lives           | 6. Okt. 2006         | 30. März 2007                         | Ian Sander          | Jed Seidel                                        |
| 26         | 4         | Verschlossene Welt         | The Ghost Within        | 13. Okt. 2006        | 30. März 2007                         | Frederick E.O. Toye | Lois Johnson                                      |
| 27         | 5         | Der falsche Tod            | A Grave Matter          | 20. Okt. 2006        | 6. Apr. 2007                          | Eric Laneuville     | Catherine Butterfield                             |
| 28         | 6         | Die Traumfrau              | The Woman of His Dreams | 27. Okt. 2006        | 6. Apr. 2007                          | John F. Showalter   | Catherine Butterfield                             |
| 29         | 7         | Teufelskreis               | A Vicious Cycle         | 3. Nov. 2006         | 13. Apr. 2007                         | Eric Laneuville     | Jeannine Renshaw                                  |
| 30         | 8         | Flammende Erinnerung       | The Night We Met        | 10. Nov. 2006        | 20. Apr. 2007                         | Peter O’Fallon      | David Fallon                                      |
| 31         | 9         | Der Fluch der Neunten      | The Curse of the Ninth  | 17. Nov. 2006        | 27. Apr. 2007                         | Peter Werner        | Breen Frazier                                     |
| 32         | 10        | Der Superstar              | Giving Up the Ghost     | 24. Nov. 2006        | 4. Mai 2007                           | Peter O’Fallon      | Jim Kouf                                          |
| 33         | 11        | Die Katzenkralle           | Cat’s Claw              | 15. Dez. 2006        | 11. Mai 2007                          | Victoria Hochberg   | Jim Kouf                                          |
| 34         | 12        | Zeit zu sterben            | Dead to Rights          | 5. Jan. 2007         | 18. Mai 2007                          | Peter Werner        | Wendy Mericle                                     |
| 35         | 13        | Seelenwanderung            | Déjà Boo                | 12. Jan. 2007        | 25. Mai 2007                          | Gloria Muzio        | Lois Johnson                                      |
| 36         | 14        | Späte Rache                | Speed Demon             | 2. Feb. 2007         | 1. Juni 2007                          | James Frawley       | Alan Di Fiore                                     |
| 37         | 15        | Hexenkult                  | Mean Ghost              | 9. Feb. 2007         | 7. Sep. 2007                          | Ian Sander          | Jeannine Renshaw                                  |
| 38         | 16        | Die Hand an der Wiege      | The Cradle Will Rock    | 16. Feb. 2007        | 14. Sep. 2007                         | James Chressanthis  | Jed Seidel                                        |
| 39         | 17        | Ein Körper für zwei Seelen | The Walk-In             | 23. Feb. 2007        | 21. Sep. 2007                         | Eric Laneuville     | Breen Frazier                                     |
| 40         | 18        | Der Poltergeist            | Children of Ghosts      | 30. März 2007        | 28. Sep. 2007                         | Frederick E.O. Toye | Teddy Tenenbaum                                   |
| 41         | 19        | Liebe und Wahrheit         | Delia’s First Ghost     | 6. Apr. 2007         | 5. Okt. 2007                          | Kim Moses           | Jeannine Renshaw                                  |
| 42         | 20        | Der Sammler                | The Collector           | 27. Apr. 2007        | 12. Okt. 2007                         | Ian Sander          | Handlung: Melissa Jo Peltier Schauspiel: Jim Kouf |
| 43         | 21        | Die Prophetin              | The Prophet             | 4. Mai 2007          | 19. Okt. 2007                         | John Gray           | John Gray                                         |
| 44         | 22        | Das fünfte Zeichen         | The Gathering           | 11. Mai 2007         | 26. Okt. 2007                         | John Gray           | John Gray                                         |

## Staffel 3
Die Erstausstrahlung der dritten Staffel war vom 28. September 2007 bis zum 16. Mai 2008 auf dem US-amerikanischen Sender CBS zu sehen. Die deutschsprachige Erstausstrahlung sendete der deutsche Free-TV-Sender Kabel eins vom 7. März bis zum 10. Oktober 2008.
| Nr. (ges.) | Nr. (St.) | Deutscher Titel        | Originaltitel                | Erstausstrahlung USA | Deutschsprachige Erstausstrahlung (D) | Regie               | Drehbuch                          |
| ---------- | --------- | ---------------------- | ---------------------------- | -------------------- | ------------------------------------- | ------------------- | --------------------------------- |
| 45         | 1         | Das Erbe meiner Mutter | The Underneath               | 28. Sep. 2007        | 7. März 2008                          | John Gray           | John Gray                         |
| 46         | 2         | Bloody Mary            | Don’t Try This at Home       | 5. Okt. 2007         | 14. März 2008                         | Ian Sander          | Teddy Tenenbaum & Laurie McCarthy |
| 47         | 3         | Die Veteranen          | Haunted Hero                 | 12. Okt. 2007        | 21. März 2008                         | Eric Laneuville     | Breen Frazier & Karl Schaefer     |
| 48         | 4         | Kranke Liebe           | No Safe Place                | 19. Okt. 2007        | 28. März 2008                         | Peter O’Fallon      | Jeannine Renshaw                  |
| 49         | 5         | Last der Vergangenheit | Weight of What Was           | 26. Okt. 2007        | 4. Apr. 2008                          | Gloria Muzio        | P.K. Simonds                      |
| 50         | 6         | Geisterbilder          | Double Exposure              | 2. Nov. 2007         | 11. Apr. 2008                         | Eric Laneuville     | Laurie McCarthy                   |
| 51         | 7         | Der Hellseher          | Unhappy Medium               | 9. Nov. 2007         | 18. Apr. 2008                         | Frederick E.O. Toye | Breen Frazier                     |
| 52         | 8         | Böses Blut             | Bad Blood                    | 16. Nov. 2007        | 25. Apr. 2008                         | Peter Werner        | Teddy Tenenbaum                   |
| 53         | 9         | Hör mit deinem Herzen  | All Ghosts Lead to Grandview | 23. Nov. 2007        | 2. Mai 2008                           | Frederick E.O. Toye | P.K. Simonds & Laurie McCarthy    |
| 54         | 10        | Der Wunschzettel       | Holiday Spirit               | 14. Dez. 2007        | 17. Okt. 2008                         | Steven Robman       | Jeannine Renshaw                  |
| 55         | 11        | Die Verehrerin         | Slam                         | 11. Jan. 2008        | 9. Mai 2008                           | Mark Rosman         | Karl Schaefer & Daniel Sinclair   |
| 56         | 12        | Todesengel             | First Do No Harm             | 18. Jan. 2008        | 16. Mai 2008                          | Ian Sander          | John Gray                         |
| 57         | 13        | Das Familiengeheimnis  | Home but Not Alone           | 4. Apr. 2008         | 5. Sep. 2008                          | Eric Laneuville     | P.K. Simonds & Laurie McCarthy    |
| 58         | 14        | Der Grabwächter        | The Gravesitter              | 11. Apr. 2008        | 12. Sep. 2008                         | Frederick E.O. Toye | John Gray                         |
| 59         | 15        | Horror-Show            | Horror Show                  | 25. Apr. 2008        | 19. Sep. 2008                         | Ian Sander          | Jeannine Renshaw                  |
| 60         | 16        | Die Andere             | Deadbeat Dads                | 2. Mai 2008          | 26. Sep. 2008                         | Gloria Muzio        | Mark B. Perry                     |
| 61         | 17        | Besessen               | Stranglehold                 | 9. Mai 2008          | 3. Okt. 2008                          | Eric Laneuville     | Laurie McCarthy & P.K. Simonds    |
| 62         | 18        | Melindas Vater         | Pater Familias               | 16. Mai 2008         | 10. Okt. 2008                         | John Gray           | John Gray                         |

## Staffel 4
Die Erstausstrahlung der vierten Staffel war vom 3. Oktober 2008 bis zum 15. Mai 2009 auf dem US-amerikanischen Sender CBS zu sehen. Die deutschsprachige Erstausstrahlung sendete der deutsche Free-TV-Sender Kabel eins vom 27. Februar bis zum 13. November 2009.
| Nr. (ges.) | Nr. (St.) | Deutscher Titel            | Originaltitel          | Erstausstrahlung USA | Deutschsprachige Erstausstrahlung (D) | Regie                | Drehbuch                            |
| ---------- | --------- | -------------------------- | ---------------------- | -------------------- | ------------------------------------- | -------------------- | ----------------------------------- |
| 63         | 1         | Der Feuerteufel            | Firestarter            | 3. Okt. 2008         | 27. Feb. 2009                         | Eric Laneuville      | P.K. Simonds                        |
| 64         | 2         | Tödliches Gewissen         | Big Chills             | 10. Okt. 2008        | 6. März 2009                          | Peter Werner         | Laurie McCarthy                     |
| 65         | 3         | Der Avatar                 | Ghost in the Machine   | 17. Okt. 2008        | 13. März 2009                         | Steven Robman        | Jeannine Renshaw                    |
| 66         | 4         | Das Geisterschiff          | Save Our Souls         | 24. Okt. 2008        | 20. März 2009                         | Gloria Muzio         | Mark B. Perry                       |
| 67         | 5         | Blutsverwandt              | Bloodline              | 31. Okt. 2008        | 27. März 2009                         | Ian Sander           | Melissa Blake & Joy Blake           |
| 68         | 6         | Der Verlust                | Imaginary Friends      | 7. Nov. 2008         | 3. Apr. 2009                          | Eric Laneuville      | Vivian Lee                          |
| 69         | 7         | Schwelle zum Jenseits      | Treshold               | 14. Nov. 2008        | 17. Apr. 2009                         | John Gray            | John Gray                           |
| 70         | 8         | Herz & Seele               | Heart & Soul           | 21. Nov. 2008        | 24. Apr. 2009                         | Ian Sander           | Mark B. Perry & P.K. Simonds        |
| 71         | 9         | Schicksalhafte Wünsche     | Pieces of Me           | 5. Dez. 2008         | 8. Mai 2009                           | Jim Chressanthis     | Laurie McCarthy                     |
| 72         | 10        | Verloren in der Dunkelheit | Ball & Chain           | 19. Dez. 2008        | 15. Mai 2009                          | Eric Laneuville      | Christina M. Kim & Jeannine Renshaw |
| 73         | 11        | Notruf aus dem Jenseits    | Life on the Line       | 9. Jan. 2009         | 22. Mai 2009                          | Eric Laneuville      | Christina M. Kim & Jeannine Renshaw |
| 74         | 12        | Wilde Zeiten               | This Joint’s Haunted   | 16. Jan. 2009        | 29. Mai 2009                          | Mark Rosman          | Mark B. Perry                       |
| 75         | 13        | Das feuchte Grab           | Body of Water          | 23. Jan. 2009        | 7. Aug. 2009                          | Jennifer Love Hewitt | P.K. Simonds & Laurie McCarthy      |
| 76         | 14        | Der kleine Prinz           | Slow Burn              | 6. Feb. 2009         | 14. Aug. 2009                         | Steven Robman        | Jeannine Renshaw                    |
| 77         | 15        | Die Schwesternschaft       | Greek Tragedy          | 13. Feb. 2009        | 21. Aug. 2009                         | Karen Gaviola        | Christina M. Kim                    |
| 78         | 16        | Geisterjäger               | Ghost Busted           | 27. Feb. 2009        | 4. Sep. 2009                          | John Behring         | Mark B. Perry & P.K. Simonds        |
| 79         | 17        | Sanatorium                 | Delusions of Grandview | 6. März 2009         | 18. Sep. 2009                         | Jefery Levy          | Laurie McCarthy & Mark B. Perry     |
| 80         | 18        | Experimente                | Leap of Faith          | 13. März 2009        | 25. Sep. 2009                         | Ian Sander           | John Gray                           |
| 81         | 19        | Schwarze Witwe             | Thrilled to Death      | 10. Apr. 2009        | 9. Okt. 2009                          | Gloria Muzio         | Laurie McCarthy & Jeannine Renshaw  |
| 82         | 20        | Lampenfieber               | Stage Fright           | 24. Apr. 2009        | 23. Okt. 2009                         | Eric Laneuville      | Mark B. Perry                       |
| 83         | 21        | Das Puppenhaus             | Cursed                 | 1. Mai 2009          | 30. Okt. 2009                         | Kim Moses            | Laurie McCarthy                     |
| 84         | 22        | Vampire                    | Endless Love           | 8. Mai 2009          | 6. Nov. 2009                          | Ian Sander           | P.K. Simonds                        |
| 85         | 23        | Das Buch der Veränderungen | The Book of Changes    | 15. Mai 2009         | 13. Nov. 2009                         | John Gray            | John Gray                           |

## Staffel 5
Die Erstausstrahlung der fünften Staffel war vom 25. September 2009 bis zum 21. Mai 2010 auf dem US-amerikanischen Sender CBS zu sehen. Die deutschsprachige Erstausstrahlung sendete der deutsche Free-TV-Sender Kabel eins vom 5. März bis zum 3. September 2010.
| Nr. (ges.) | Nr. (St.) | Deutscher Titel             | Originaltitel              | Erstausstrahlung USA | Deutschsprachige Erstausstrahlung (D) | Regie                | Drehbuch                             |
| ---------- | --------- | --------------------------- | -------------------------- | -------------------- | ------------------------------------- | -------------------- | ------------------------------------ |
| 86         | 1         | Aiden                       | Birthday Presence          | 25. Sep. 2009        | 5. März 2010                          | Jennifer Love Hewitt | P.K. Simonds & Laurie McCarthy       |
| 87         | 2         | Tödlicher Kettenbrief       | See No Evil                | 2. Okt. 2009         | 12. März 2010                         | Eric Laneuville      | Jeannine Renshaw                     |
| 88         | 3         | Für immer                   | Till Death Do Us Part      | 9. Okt. 2009         | 19. März 2010                         | Gloria Muzio         | Mark B. Perry                        |
| 89         | 4         | Die Herzoperation           | Do Over                    | 16. Okt. 2009        | 26. März 2010                         | John Gray            | John Gray                            |
| 90         | 5         | Panikraum                   | Cause for Alarm            | 23. Okt. 2009        | 9. Apr. 2010                          | Ian Sander           | Melissa Blake & Joy Blake            |
| 91         | 6         | Der kopflose Reiter         | Head Over Heels            | 30. Okt. 2009        | 16. Apr. 2010                         | Steven Robman        | Laurie McCarthy & Stephanie SenGupta |
| 92         | 7         | Das Geschäft mit dem Teufel | Devil’s Bargain            | 6. Nov. 2009         | 23. Apr. 2010                         | James Chressanthis   | P.K. Simonds & Mark B. Perry         |
| 93         | 8         | Die Liste des Todes         | Dead Listing               | 13. Nov. 2009        | 30. Apr. 2010                         | Peter Werner         | Laurie McCarthy & Mark B. Perry      |
| 94         | 9         | Die Macht der Schatten      | Lost in the Shadows        | 20. Nov. 2009        | 7. Mai 2010                           | Kim Moses            | P.K. Simonds & Laurie McCarthy       |
| 95         | 10        | Exzessive Kräfte            | Excessive Forces           | 4. Dez. 2009         | 14. Mai 2010                          | Kenny Leon           | Stephanie SenGupta                   |
| 96         | 11        | Die Todesmelodie            | Dead Air                   | 8. Jan. 2010         | 21. Mai 2010                          | Gloria Muzio         | Laurie McCarthy & Marc B. Perry      |
| 97         | 12        | Auf der Flucht              | Blessings in Disguise      | 15. Jan. 2010        | 28. Mai 2010                          | Jan Eliasberg        | Jeannine Renshaw & Ben Chaney        |
| 98         | 13        | Insomnia                    | Living Nightmare           | 29. Jan. 2010        | 4. Juni 2010                          | Ian Sander           | P.K. Simonds                         |
| 99         | 14        | Das Ouija-Brett             | Dead to Me                 | 5. Feb. 2010         | 9. Juli 2010                          | Ralph Hemecker       | Pam Norris                           |
| 100        | 15        | Implosion                   | Implosion                  | 5. März 2010         | 16. Juli 2010                         | Jennifer Love Hewitt | John Gray                            |
| 101        | 16        | Madame Greta                | Old Sins Cast Long Shadows | 12. März 2010        | 23. Juli 2010                         | Jefery Levy          | Mark B. Perry                        |
| 102        | 17        | Auf dünnem Eis              | On Thin Ice                | 2. Apr. 2010         | 30. Juli 2010                         | Ian Sander           | Melissa Blake & Joy Blake            |
| 103        | 18        | Tote Augen                  | Dead Eye                   | 9. Apr. 2010         | 6. Aug. 2010                          | John Behring         | P.K. Simonds & Laurie McCarthy       |
| 104        | 19        | Das Kindermädchen           | Lethal Combination         | 30. Apr. 2010        | 13. Aug. 2010                         | Kim Moses            | Stephanie SenGupta & Steve Gottfried |
| 105        | 20        | Blutiges Geld               | Blood Money                | 7. Mai 2010          | 20. Aug. 2010                         | Eric Laneuville      | P.K. Simonds & Laurie McCarthy       |
| 106        | 21        | Unzertrennlich              | Dead Ringer                | 14. Mai 2010         | 3. Sep. 2010                          | Ian Sander           | Mark B. Perry & Stephanie SenGupta   |
| 107        | 22        | Die Kinder-Parade           | The Children’s Parade      | 21. Mai 2010         | 3. Sep. 2010                          | John Gray            | John Gray                            |